# Marquina (municipio)
Marquina fue un municipio español de la provincia de Vizcaya.

## Historia
Hacia mediados del siglo XIX, la villa, por entonces con ayuntamiento propio, tenía contabilizada una población de 1528 habitantes. Se conocía entonces como «Villaviciosa de Marquina». Aparece descrita en el undécimo volumen del Diccionario geográfico-estadístico-histórico de España y sus posesiones de Ultramar de Pascual Madoz con las siguientes palabras:

MARQUINA: v. con ayunt. y cab. del part. jud. de su nombre en la prov. de Vizcaya (á Bilbao 8 1/2 leg.), c. g. de las Provincias Vascongadas (á Vitoria 10 1/2), aud. terr. de Burgos (30 1/2), dióc. de Calahorra (27 1/2): sit. en una bonita vega que forma la confluencia de los 2 r. de Marquina-Echevarría que baja por el SE., y el de Bolivar ú Ondarroa, que se dirige de E. á O. entre los cuales se halla, bañándola el primero de ellos. Esta vega tiene de estension 7 á 8,000 pies de N. á S., y unos 6,000 de E. á O. Está defendida de los vientos del NO. por la elevada peña de Santa Eufemia ó Igoz, y las enfermedades que mas comunmente se padecen son las catarrales y estacionales, provenidas del clima que es húmedo, aunque templado. El casco de la v. cuya estension de N. á S. es de 1,200 pies, y de E. á O. de 1,300, se compone de 152 casas que forman 4 calles y 3 arrabales. Tres de las primeras que son paralelas, terminan en la cuarta; y sus nombres son, Guencalle, Erdicocalle y Calleoquerra (calle torcida), y Ciarcalle (travesera). Estan bien empedradas con sus baldosas ó aceras de piedra granito en los costados y centro, y todas ellas menos Calleoquerra son rectas, dando mucha facilidad para conservar limpias el establecimiento de un depósito de agua cristalina, fabricado espresamente con este objeto, del cual se distribuye á voluntad y con abundancia á toda la pobl. Los nombres de los arrabales son: Artebay al N., Abesua al SE. y Gosco al O. La carretera principal pasa por el primero y último de estos arrabales Hay proyectos de mejorar la entrada por este arrabal del O , ensanchando una plaza fuerte del conv. del Cármen, que unirá el dicho arrabal con las 3 calles, para lo cual se trata de derribar la ant. igl. de Elíxa-barria, cuya fábrica amenaza ruina, y nos consta que se ha concedido ya la autorizacion competente. El frente opuesto á la fachada del Carmen se halla ya trazado y construido en parte, edificándose en él casas simétricas de buen aspecto, entre las que tal vez figuran la casa del juzgado, y cárceles. Esta plaza adornada con la hermosa fuente de jaspe que existe en su centro, embellecerá estraordinariamente esta parte de la pobl. En el arrabal de Abesua desde luego llama la atencion el ameno y espacioso paseo del Prado, que puede asegurarse es el mas bello adorno de la v.; es de figura triangular, cuyo lado sept. lo forma la cerca de los jardines y un bonito espolon, llamado el Paseo de Invierno; el costado oriental, una acera de casas y entre ellas el conv. de la Merced, á lo largo de la cual recorre otro paseo; y el costado occidental lo constituye en su mayor parte un hermoso juego de pelota de 328 pies de largo y 66 de ancho, con otro espolon igual al del costado del E. Tres avenidas de variados y frondosos árboles forman las líneas concéntricas interiores, dejando todavia en su centro un espacio tapizado de verde. En el encuentro de los 2 paseos de E. y O., existe una capillita rodeada de elevados chopos lombardos, que realzan notablemente este cuadro pintoresco. El espacio todal que comprende este paseo, abraza una superficie de 1,122 estados. No es facil dar una idea exacta del contraste agradable que forman en los disa risueños de la primavera, la variedad de formas y colores de esta floresta: al lado de los chopos de Lombardía se ven los castaños de Indias con sus hermosas y espesas copas esferoidales, cargados de innumerables penachos de flor, á la vez que las rabinias agitan sus flexibles ramajes en forma de plumeros, presentando alternativamente sus menudas hojas matizadas de un verde claro ó de color plateado, segun muestran su cara ó su reverse: debemos hablar especialmente de la hermosa fuente con 4 chorros, de jaspe azulado, cuyo elegante tazon de piedra blanca sostenido sobre una columna de 15 pies de altura, sin contar la del pilon, forma el mas bonito aspecto. Situada en la plazuela del Cármen, tiene esta fuente en sus 4 costados 4 medallones, en uno de los que estan esculpidas las armas de la v., y en los otros hay 3 inscripciones: estas aguas fueron recogidas en un depósito en las inmediaciones de la casa solar de Ugarte, y conducidas por un acueducto de 3,000 pies de long., construido en 1788 á todo coste, el cual tiene de trecho en trecho 6 arcas ó respiraderos de piedra sillar, y atraviesa el r. principal, pasando este sobre el acueducto: son tan abundantes aquellas, que despues de surtir esta fuente, otras 3 en el conv. del Cármen y otros 3 grandes chorros que existen en el matadero ó rastro, aun sobra un gran raudal que alimenta el albergue de limpieza y riego de aque antes se ha hecho mencion: ademas hay en la plazuela del Arrabal de Abajo ó Artebay, otra fuente de aspecto mas modenro, cuyas aguas se recogen de otro manantial que existe á tiro de bala de la pobl. en el puente de Ibarreta.

El matadero es uno de los edificios públicos dignos de notarse tanto por su aseo, cuanto por las comodidades que presta para las diferentes operaciones del reparto de la carne, fabricacion de belas y preparacion de pieles. Pero al paso que ensalzamos cuanto hay de agradable y bello en esta v., no podemos menos de manifestar el mal efecto que causa, tanto á su aspecto como á su salubridad, el estado de abandono en que se hallan las dos cercas ó rondas de N. y E., acarreando consecuencias perniciosas los elementos de infeccion que de continuo alteran y vician el ambiente que se respira en sus inmediaciones. El ramo de instruccion se desempeña por un maestro de primeras letras dotado con 2,926 rs. y casa para habitacion, y por un preceptor de lengua latina, cuyo sueldo es de 1,650 rs. Encuéntrase por consiguiente un gran vacío en esta parte tanto en los fondos destinados al efecto, cuanto en el método y materias que se enseñan; pero el buen juicio de los jóvenes y su aplicacion, procuran remediar este mal, dedicándose la juventud artesana en las noches largas de invierno, una hora al estudio de rudimentos de matemáticas, y otra al dibujo, cuyos gastos se pagan por suscricion: por último, hay tres veces á la semana academia de música, cuya institucion lleva ya tres años de existencia. Las clases mas pudientes tienen tambien su recurso en una Sociedad fundada hácia los años 1805, que desde entonces ha seguido sin interrupciones: en ella se reciben periódicos para cuya lectura está destinado un gabinete, habiendo en un salon juego de billar y otros. Una Sociedad existe tambien de recreo para ambos sexos, y se junta principalmente los domingos y dias festivos: en ella alternan el canto y el baile con las mesas de tresillo y alguna pieza dramática. La parr. que sirve á la vez á la anteigl. de Jemein, es un vasto edificio reedificado desde el año 1510 hasta el de 1550, y participa de las modificaciones que padeció el gusto arquitectónico en dicha época; asi es que los arcos de las bóvedas pertenecen al órden ojival, mientras que las columnas son adecuadas á escala mas pesada y carecen de capiteles; su long. es de 350 pies, y su anchura de 102; se compone de tres naves sostenidas por seis columnas, y la nave del centro que es la mas ancha y bella, cuenta de lat. 50 pies: está servida por 6 beneficiados, 4 de racion entera y 2 de media, presentados por la v. y los dueños de las casas solares de Ugarte y Barroeta, como compatronos de dicha parr. En el casco de la v. se edificó tambien á últimos del siglo XV la pequeña parr. de San Pedro de Elixa-barria. La igl. que perteneció al conv. de Carmelitas Descalzos, y consta de una hermosa nave con dos claustros laterales, sirve de ayuda de parr., y está prestando un gran servicio al pueblo, por las ventajas que lleva á la parr., así por razon de su proximidad, como por la decencia del templo: aun se aumentaría este beneficio si el cabildo resolviese celebrar algunas misas á horas fijas en esta igl., sobre todo en los dias de precepto: este conv., en el dia suprimido, fué fundado el 2 de febrero de 1691, por D. Ignacio de Munive, abad de la colegiata de Cenarruza. Hay otro de religiosas Mercenarias, que en un principio fué fundado en beaterio, hácia el año 1538, en las inmediaciones de la parr. de Jemein, por Martin Ibañez de Garacate y Doña Maria Saenz de Zubillaga, dueños de la casa solar de Torre-Vidarte; habiéndose trasladado en seguida al punto que hoy ocupa en el Prado y conv. fabricado hácia el año 1635, en terreno de unas casas que pertenecieron á Ana de Sarásua. En el barrio de Barinaga, hay tambien parr. aneja de la matriz. Las ermitas que radican en el casco de la v., son las de San Roque en el hospital, y Santo Cristo en el paseo de Abeusa. La jurisd. de la v. que era muy estendida, por el título de fundacion, se ha reducido á un recinto escesivamente pequeño y uniforme, con graves perjuicios para su régimen económico administrativo; sin embargo, se conservan en los territorios sus barrios de Barinaga (58 casas), Illunzar (28), Iturreta (12), y Amalloa (15). Su térm. está rodeado de las anteigl. de Jemein, al N. y San Andrés de Echavarría al S. Sobre terreno, y r. que lo bañan, así como de sus prod., puede leerse el artículo de part. jud. caminos: hay una carretera que atraviesa la v. para comunicar á la de Durango con el puerto de Ondarroa; tiene de estension 5 leg. desde el empalme de Verriz, cuenta 11 puentes de nueva planta y otros reformados, habiéndose hecho la construccion con suma economía. El camino que conduce á Elgoibar y los de Lequeitio y Guernica, son de herradura y se hallan sumamente deteriorados, pero se consideran de tanta ó mas importancia que la expresada carretera: se cuentan hasta seis posadas, que necesitan mucha mejora. correos: se reciben de Durango, por peaton, los lunes, miércoles, viernes y domingos, de seis á ocho de la noche, y salen los mismos dias á las ocho de la mañana: una mensageria va y viende Bilbao con carga y viajeros dos veces á la semana. ind. en Marquina un molino harinero, y en su barrio de Barinaga 5: se ejercen ademas varias artes industriales como la de carpintería, cantería, marraga ó telas de lana del pais, ebanistería, etc. comercio: los segundos sábados de cada mes se celebra un mercado de ganados, que va adquiriendo alguna importancia, y los jueves y domingos los hay de comestibles y otros art.: no faltan tampoco tiendas bastantes surtidas de todos géneros. pobl.: 160 vec., 1,130 alm.; pero segun los datos que poseemos, la verdadera pobl. de la v. con sus barrios son 1,528 alm. riqueza imp. 21,817 rs. 24 mrs.

[...] Hace por armas dos lobos andantes en campo blanco con una cruz roja y una orla con el rótulo de Villaviciosa de Marquina. En las juntas generales de Guernica fué concedido á Marquina el décimo lugar y voto entre los de las villas. Es patria de D. Bartolomé de Marquina, primer rector del colegio de Sta. Cruz de Valladolid, de D. Antonio Marquina, arcediano y de otros hombres notables.
(Madoz, 1848, pp. 247-248)

Cambió su nombre por el de «Marquina» de cara al censo de 1877. El municipio de Marquina desapareció en 1952, al fusionarse con el de Jeméin para conformar el de Marquina-Jeméin.